# اس‌ام انرژی
اس‌ام انرژی (انگلیسی: SM Energy) شرکت نفت و گاز آمریکایی است، که در سال ۱۹۰۸ تأسیس شد.